# Campodorus agilis
Campodorus agilis är en stekelart som först beskrevs av Carl Gustav Alexander Brischke 1871.  Campodorus agilis ingår i släktet Campodorus, och familjen brokparasitsteklar. Arten är reproducerande i Sverige.